# Asymmetry
Asymmetry è il terzo album in studio del gruppo musicale progressive rock australiano Karnivool, pubblicato nel 2013.

## Tracce
1. Aum – 2:22
2. Nachash – 4:50
3. A.M. War – 5:18
4. We Are – 5:55
5. The Refusal – 4:54
6. Aeons – 7:18
7. Asymmetry – 2:36
8. Eidolon – 3:45
9. Sky Machine – 7:49
10. Amusia – 0:54
11. The Last Few – 5:15
12. Float – 4:17
13. Alpha Omega – 7:57
14. Om – 3:51

## Formazione
- Andrew Goddard — chitarra, cori
- Ian Kenny — voce
- Jon Stockman — basso
- Mark Hosking — chitarra, cori
- Steve Judd — batteria, percussioni